# The Painted Madonna
The Painted Madonna è un film muto del 1917, diretto da Oscar A. C. Lund, scritto da George Scarborough e da Lund stesso, e prodotto dalla Fox Film Corporation.

## Trama
Abbandonata da John Radon, il suo seduttore, Stella Dean - semplice ragazza di campagna - si rifugia in città per nascondere la sua colpa. Qui, dopo aver lavorato come ballerina, fa carriera come cortigiana, diventando famosa con il soprannome di Black Nightingale (Usignolo Nero). Un giorno, incontra Milton Taylor, un pittore che l'aveva conosciuta in campagna quando lei era ancora una giovinetta innocente. L'artista la convince a posare per lui come modella della madonna. Quell'esperienza purifica l'animo di Stella ma Milton, dopo aver scoperto la reputazione di mondana di cui gode la donna, resta sconvolto. Persa ogni illusione, la lascia e si dà al bere. Stella, in preda al rimorso, apre agli altri la sua lussuosa residenza trasformandola in un rifugio per trovatelli. Quando torna nella sua cittadina di provincia, Stella ormai è una donna nuova. Riscattata e purificata dai suoi peccati, si riconcilia con Milton.

## Produzione
Il film fu prodotto dalla Fox Film Corporation.

## Distribuzione
Distribuito sempre dalla Fox Film Corporation, il film - un lungometraggio di cinque bobine - uscì nelle sale cinematografiche USA l'11 novembre 1917.